# Amphistichus rhodoterus
Amphistichus rhodoterus är en fiskart som först beskrevs av Agassiz, 1854.  Amphistichus rhodoterus ingår i släktet Amphistichus och familjen Embiotocidae. Inga underarter finns listade i Catalogue of Life.